# Tipula (Microtipula) feliciana
Tipula (Microtipula) feliciana is een tweevleugelige uit de familie langpootmuggen (Tipulidae). De soort komt voor in het Neotropisch gebied.